# Manuel Marrero
Manuel Marrero Cruz (Provincia de Holguín, 11 de julio de 1963) es un político cubano, especializado en el sector turístico. Desde el 21 de diciembre de 2019 es el primer ministro de Cuba, cargo eliminado en 1976 y recuperado en la Constitución aprobada en abril de 2019.

## Biografía

### Orígenes
Manuel Marrero Cruz nació en julio de 1963, en la provincia oriental de Holguín. Es Arquitecto de formación y se incorporó al mundo turístico en 1990.

### Trayectoria
Comenzó como inversionista en el Grupo Gaviota y posteriormente fue jefe de grupo técnico de inversiones, subdirector y director general del hotel Río de Luna y luego subdelegado de Gaviota para las provincias orientales.
Fue director general del complejo hotelero Varadero Azul, vicepresidente primero y finalmente presidente de Gaviota. 
En 2004 asumió el Ministerio de Turismo, nombrado por Fidel Castro. Permaneció el cargo hasta diciembre de 2019 cuando fue nombrado Primer ministro de Cuba. Su sucesor en el ministerio de Turismo es Juan Carlos García Grada.

### Primer ministro de Cuba
El 21 de diciembre de 2019 fue designado por el Parlamento cubano como Primer ministro del Gobierno. La candidatura única fue propuesta por el presidente del país, Miguel Díaz-Canel, y recibió el voto unánime de los diputados y de los votantes del pueblo cubano. El cargo de Primer ministro se eliminó en 1976 y se ha recuperado de nuevo en la Constitución de 2019, aprobada el mes de abril de ese año. La última persona que había desempeñado el cargo de Primer Ministro de Cuba fue Fidel Castro, que lo desempeñó desde febrero de 1959 hasta la reforma constitucional en diciembre de 1976, cuando fue elegido Presidente de los Consejos de Estado y de Ministros. El presidente Díaz-Canel durante su presentación ante la Asamblea Nacional como candidato señaló  que "Marrero se ha destacado por su modestia, honestidad, capacidad de trabajo y fidelidad a la revolución. (Tiene una) rica experiencia en negociaciones con contrapartes extranjeras y dotes para la interlocución".
El mandato tiene una duración de cinco años, según indica el artículo 141 de la Constitución cubana de 2019.